# 克莱特巴赫
克莱特巴赫是德国图林根州的一个市镇。总面积15.23平方公里，总人口1296人，其中男性638人，女性658人（2011年12月31日），人口密度85人/平方公里。